# Sigurd Wathne
Sigurd Wathne (* 12. Februar 1898 in Kopenhagen, Dänemark; † 26. März 1942 in Swansea, Wales) war ein norwegischer Fußballspieler. 

## Karriere

### Verein
Wathne spielte zwischen 1914 und 1922 für Brann Bergen. Mit Brann stand er zweimal im Finale um den norwegischen Fußballpokal, in dem die Bergener 1917 gegen Sarpsborg FK (1:4) und 1918 gegen Kvik FK (0:4) unterlagen.
Um 1930 beendete er seine Spielerkarriere bei FK Mandalskameratene.

### Nationalmannschaft
Zwischen 1918 und 1922 bestritt er 14 Länderspiele für die norwegische Nationalmannschaft. 
Er stand am 16. Juni 1918 beim ersten Sieg Norwegens in einem offiziellen Länderspiel mit 3:1 gegen Dänemark ebenso im Tor wie beim olympischen Fußballturnier 1920 in Antwerpen, wo er in allen drei Partien gegen Großbritannien (3:1), die Tschechoslowakei (0:4) und Italien (1:2 n. V.) zum Einsatz kam. 

## Tod
Während des Zweiten Weltkriegs diente Sigurd Wathne als Erster Maschinist auf der DS Risøy. Am 20. März 1942 befand sich das Schiff in einem Konvoi auf der Fahrt von Southampton nach Swansea, als es im Bristolkanal von einem Flugzeug bombardiert wurde. Wathne ging während des Angriffs schwer verletzt über Bord. Er wurde von einem englischen Schiff geborgen und nach Swansea gebracht, wo er sechs Tage später in einem Krankenhaus seinen Verletzungen erlag.